# Сер Волтер Деверо

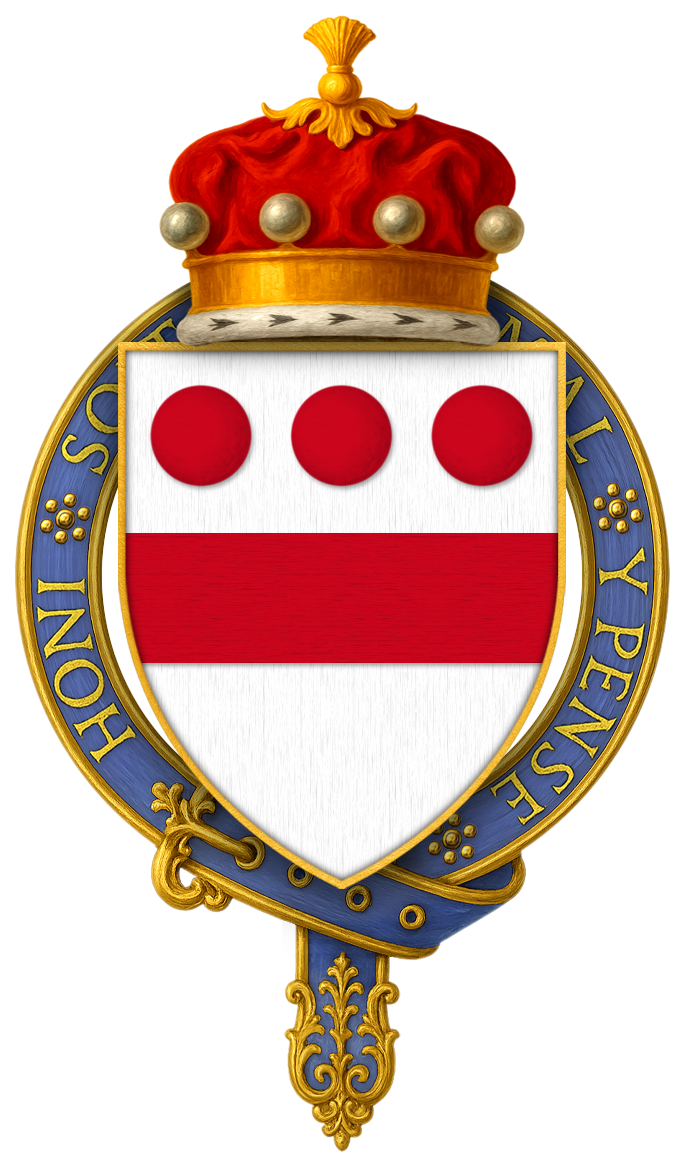
Герб роду Деверо.

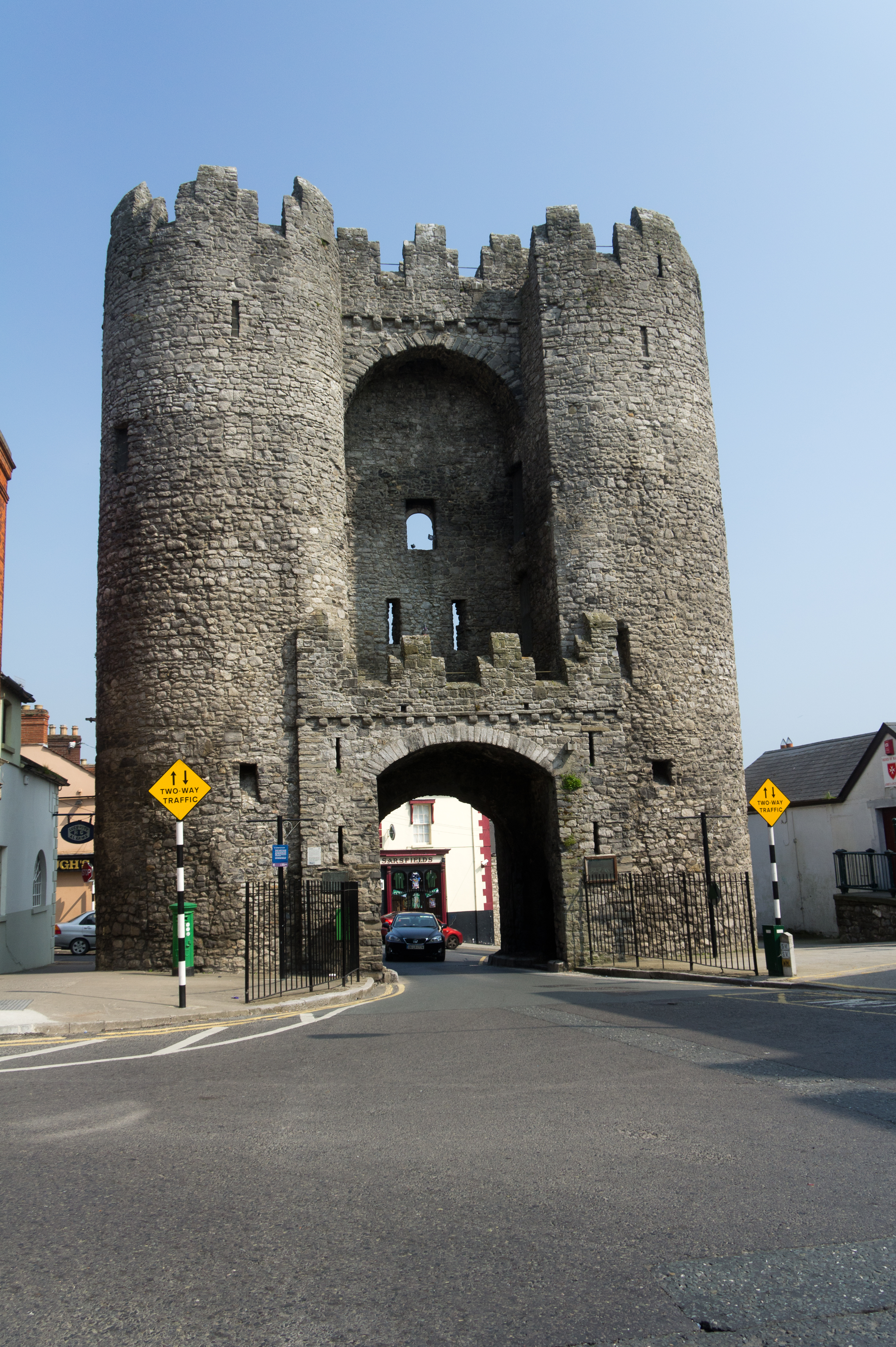
Ворота Святого Лоренца в Дрогеді, Ірландія.

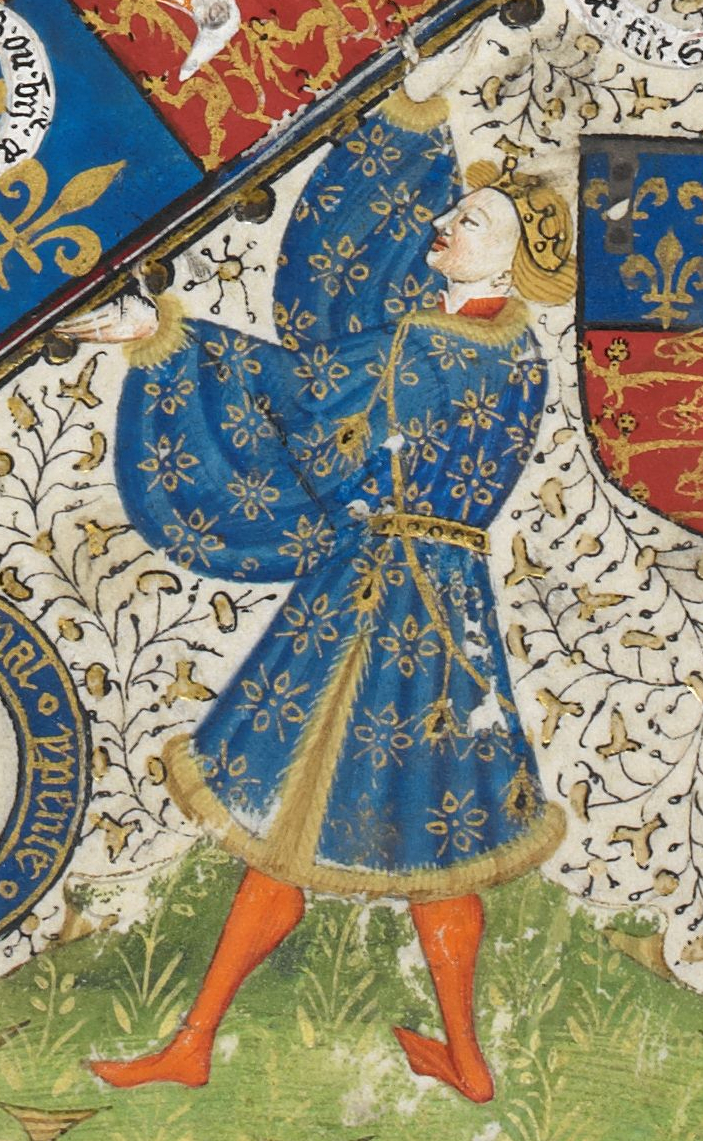
Річард Йорк (1411—1460) — ІІІ герцог Йорк, малюнок XV століття.

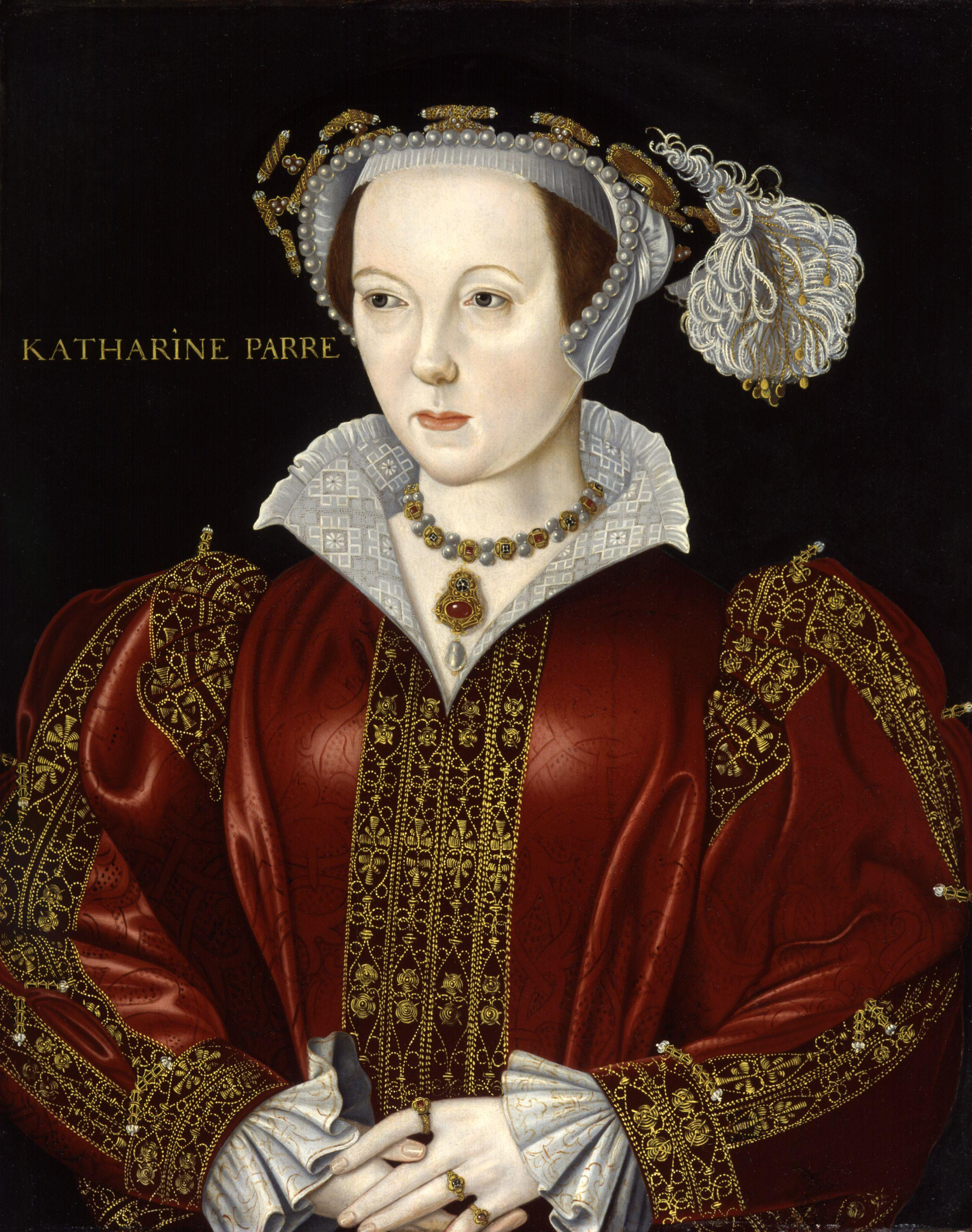
Кетрін Парр (1512—1548). Портрет пензля худ. Вільяма Скротса.

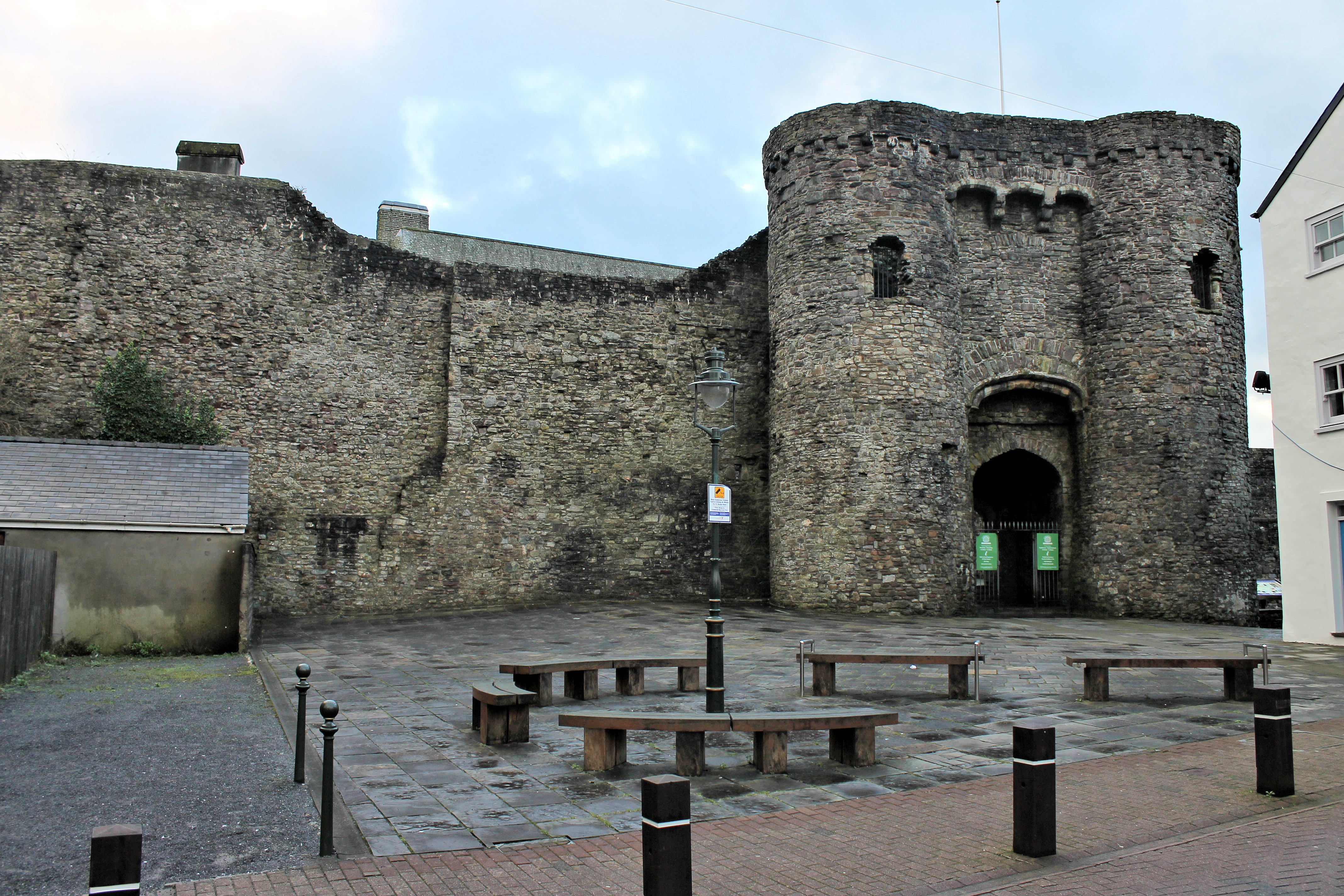
Замок Кармартен.

Сер Волтер Деверо (1411 — 22 квітня 1459) — англійський та ірландський аристократ з Боденгема і Віблі, англійський та ірландський політик, державний діяч, юрист, суддя. Був відданим прихильником Річарда Йоркського, ІІІ герцога Йоркського під час Війн Троянд на Британських островах. Він володів посадою лорд-канцлера Ірландії з 1449 по 1451 рік.

## Родина
Волтер Деверо народився в 1411 році в Боденхемі, Герефордшир, Англія у родині Волтера Деверо Старшого та його дружини Елізабет Бромвіч, дочки лорд-судді Ірландії Томаса Бромвіча. По лінії бабусі Агнес Крофулл, він був племінником сера Томаса Парра (пом. 1464), прадіда Кетрін Парр, королеви Англії — дружини короля Англії Генріха VIII.
Волтер Деверо одружився з Елізабет Мербері в 1427 році. Вона була донькою сера Джона Мербері, головного судді Південного Уельсу та його дружини Еліс Пембрідж. У них народилися діти:
- Волтер Деверо (бл. 1431 — 22 серпня 1485) — VIII барон Феррерс із Чартлі.
- Анна Деверо (бл. 1433 — після 1486)
- Сибіл Деверо (бл. 1435 — до 1499)
- Сер Джон Деверо (бл. 1437—1511)
- Кетрін Деверо (1438)

## Кар'єра під час Війни Троянд
Першою резиденцією Волтера Деверо був замок Боденхем — родинне гніздо аристократичного роду Деверо. Після смерті в 1436 році його бабусі Агнес Крофулл, а потім і її вдівця Джона Мербері в 1438 році, Уолтер успадкував решту земель роду Деверо та маєтків Мербері.
Волтер Деверо був лицарем у 1429 році, коли він вперше представляв Герефорд в парламенті Англії. Він знову був депутатом парламенту Англії від Герефорду у 1434, 1450 та 1459 роках. Він служив шерифом Герефордширу в 1447 році.
Волтер Деверо служив у герцога Йоркського у Франції та залишався його прихильником протягом Війни Троянд на Британських островах. Після того, як герцог Йорк зробив заяву в Ладлоу в лютому 1452 року, заявляючи про свою вірність королю, але бажаючи звільнити двір короля від поганих радників, король Англії не відповів, і Йорк вийшов на поле, закликавши своїх прихильників, у тому числі Волтера Деверо, і рушив в похід на Лондон — почалась громадянська війна. Король Англії та Ірландії вирушив їм назустріч і зрештою виявив, що Йорк закріпився в Дартфорд-Хіт. Конфронтація була вирішена мирним шляхом, але послідувала сутичка, яка призвела до того, що в 1452 році парламент засудив Деверо за «державну зраду». У цей час Деверо почав утримувати замок Вігмор для Йорків.
22 травня 1455 року на північ від Лондона відбулася перша велика битва тієї війни — битва під Сент-Олбансі, яка традиційно знаменувала початок Війни Білої та Червоної Троянд — війни між Йорками та Ланкастерами. Перемога Йорків, що включала захоплення в полон короля, повернула герцогу Йоркському повну владу. Невдовзі після перемоги парламент помилував Волтера Деверо. У той час як король і партія Ланкастерів маневрували, щоб компенсувати свої втрати, спалахи беззаконня зростали по всій країні, особливо в Уельсі. Волтер Деверо — констебль замку Вігмор мав під рукою військо та багато зброї. Влітку 1456 року він прибув до Герефорду з гарнізоном замку та захопив мера та суддів. Після цього Деверо привів до суду кількох місцевих чоловіків, яких судді були зобов'язані засудити до смерті, а потім наказав їх повісити. Після цього Деверо зібрав 2000 лучників з Гвенту та рушив на замки Кармартен і Аберіствіт, які він взяв штурмом. Згодом він оголосив створення суду «Оєр і Термінер» — надзвичайного суду, що розглядав справи людей, що були на його думку ворожими до Йорків. Серед його в'язнів були Едмунд Тюдор, зведений брат короля, і Роберт Ріс, хранитель Державної печатки Уельсу.
У 1459 році Деверо отримав землі в Дрогеді в Ірландії.

## Лорд-канцлер Ірландії
Волтер Деверо отримав посаду лорд-канцлера Ірландії в 1449 році: за збігом обставин, дядько його дружини сер Лоуренс Мербері був заступником лорд-канцлера Ірландії на початку XV століття. Його термін перебування на посаді лорд-канцлера Ірландії був коротким і, ймовірно, без подій і якихось результатів. У той час Англія в зв'язку з війною контролювала тільки невелику територію в Ірландії — Пейл — англійську колонію навколо Дубліна. У 1451 році Річард Плантагенет, ІІІ герцог Йоркський, лорд-лейтенант Ірландії, призначив свого сина, 8-річного Едмунда, графа Ратленда, новим лорд-канцлером Ірландії. Оскільки Ратленд був неповнолітнім, його обов'язки взяв на себе заступник лорд-канцлера Ірландії Едмунд Олдхолл.

## Смерть
Вальтер Девере помер 22 або 23 квітня 1459 року.